# Meziane Dahmani
Pour les articles homonymes, voir Dahmani (homonymie).
Meziane Dahmani (en arabe : مزيان دحماني), né le 2 février 1965 à El Biar, est un judoka algérien. 

## Carrière
Meziane Dahmani est licencié à l'USM Alger. 3 fois champion d'Algérie et vainqueur de 5 coupes d'Algérie, il évolue d'abord dans la catégorie des moins de 60 kg, remportant la médaille de bronze aux Championnats d'Afrique de judo 1985 à Tunis.
Il obtient la médaille d'or par équipes aux Championnats d'Afrique de judo 1986 au Maroc.
Il évolue ensuite dans la catégorie des moins de 65 kg. Il remporte la médaille d'or aux Jeux africains de 1987 à Nairobi et aux Jeux méditerranéens de 1987 à Lattaquié. 
Aux championnats du monde de judo 1987 à Essen, il est éliminé en seizièmes de finale par le Cubain Ismael Borboña Luputey (es). Il dispute les Jeux olympiques d'été de 1988 à Séoul, où il est éliminé dès le premier tour par le Yougoslave Dragomir Bečanović (en).
Il concourt ensuite dans la catégorie des moins de 71 kg.
Aux championnats du monde de judo 1989 à Belgrade, il est éliminé en huitièmes de finale par le Soviétique Giorgi Tenadze (en) puis en repêchages par l'Ouest-Allemand Hans Engelmeier (es). Il est médaillé d'or en individuel et par équipes aux championnats d'Afrique de judo 1990 à Alger . Il est nommé meilleur judoka africain du tournoi d'Alger en 1990. 
Il sort dès le premier tour contre l'Israélien Shay-Oren Smadja aux championnats du monde de judo 1991 à Barcelone. Aux Championnats d'Afrique de judo 1992 à Port-Louis, il est médaillé d'or.
Il dispute les Jeux olympiques d'été de 1992 à Barcelone, arrivant jusqu'en quarts de finale où il perd face au Hongrois Bertalan Hajtós ; il perd les repêchages contre le Mongol Boldbaatar Khalium. Il est médaillé de bronze aux Jeux méditerranéens de 1993 à Perpignan. Aux championnats du monde de judo 1993 à Hamilton, il est éliminé en huitièmes de finale par le Britannique Danny Kingston (en). Il obtient une médaille de bronze aux Jeux africains de 1995 à Harare.